# Rowley Shoals Marine Park

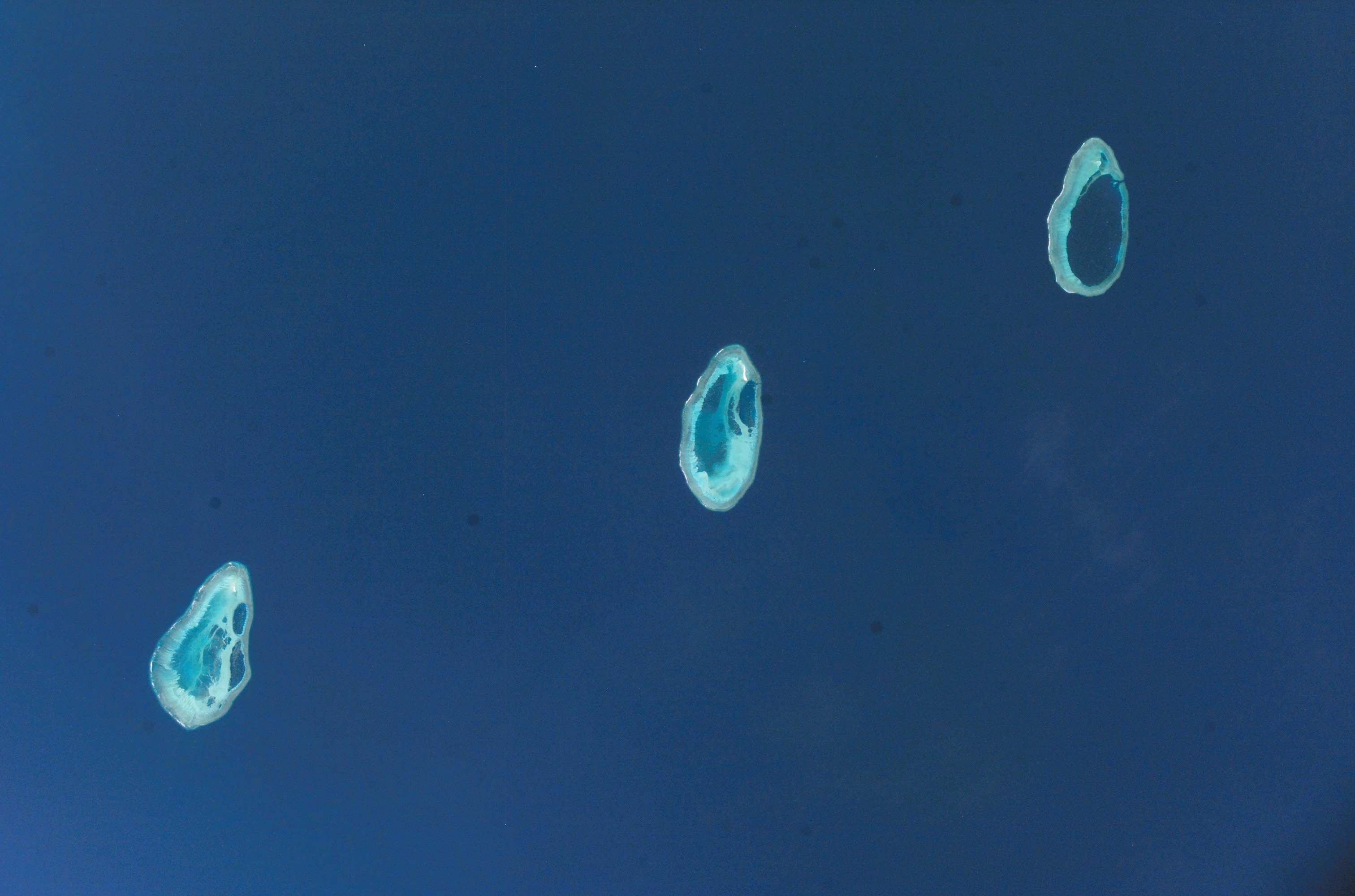
Satellitenbild der Atolle der Rowley Shoals (von links: Imperieuse Reef und Clerke Reef des Meeresschutzparks, anschließend das Mermaid Reef)

Der Rowley Shoals Marine Park liegt vor der Kimberleyküste von Western Australia in Australien und ist etwa 300 km von Broome entfernt. Die Rowley Shoals bestehen aus drei Atollen und nur das Imperieuse Reef und Clerke Reef sind Korallenriffe und die dazugehörigen Gewässer liegen in diesem Schutzpark. Dieses Meeresschutzgebiet wurde 1990 ausgewiesen und 2004 erweitert.

## Lage
Die Atolle der Rowley Shoals fußen am Ende des australischen Kontinentalschelfs. Die Riffe Imperieuse Reef und Clerke Reef und die sie umgebenden Gewässer bilden je einzeln, räumlich voneinander getrennt, gemeinsam den das Meeresschutzgebiet Rowley Shoals Marine Park, in dem drei Schutzzonen ausgewiesen sind. Die drei Atolle bedecken je eine Fläche von 80 bis 90 km².
Der Rowley Shoals Marine Park untersteht dem Staat von Western Australia, dem Department of Conservation and Land Management (CALM). Das weiter nordöstlich liegende Mermaid Reef befindet sich innerhalb des Mermaid Reef Marine National Nature Reserve, das zum Commonwealth, der australischen Zentralregierung gehört, und wird von der Australian Nature Conservation Agency in Kooperation mit dem CALM betreut.

## Meeresleben

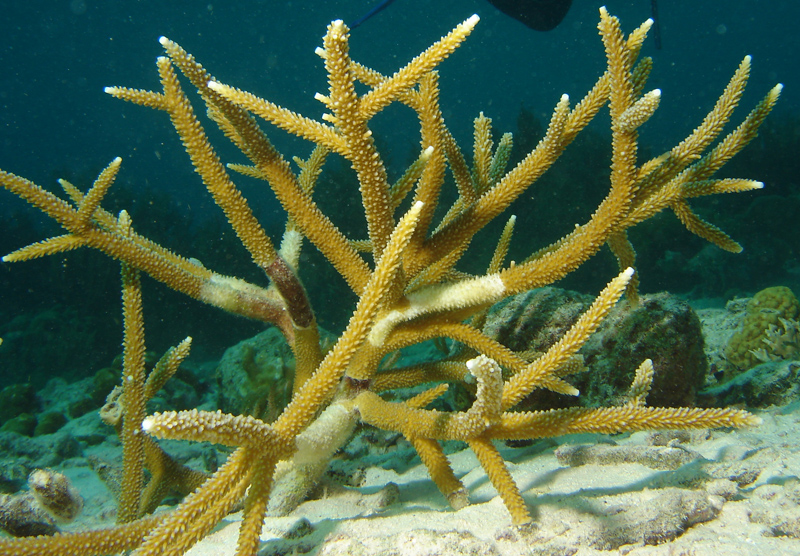
Steinkoralle

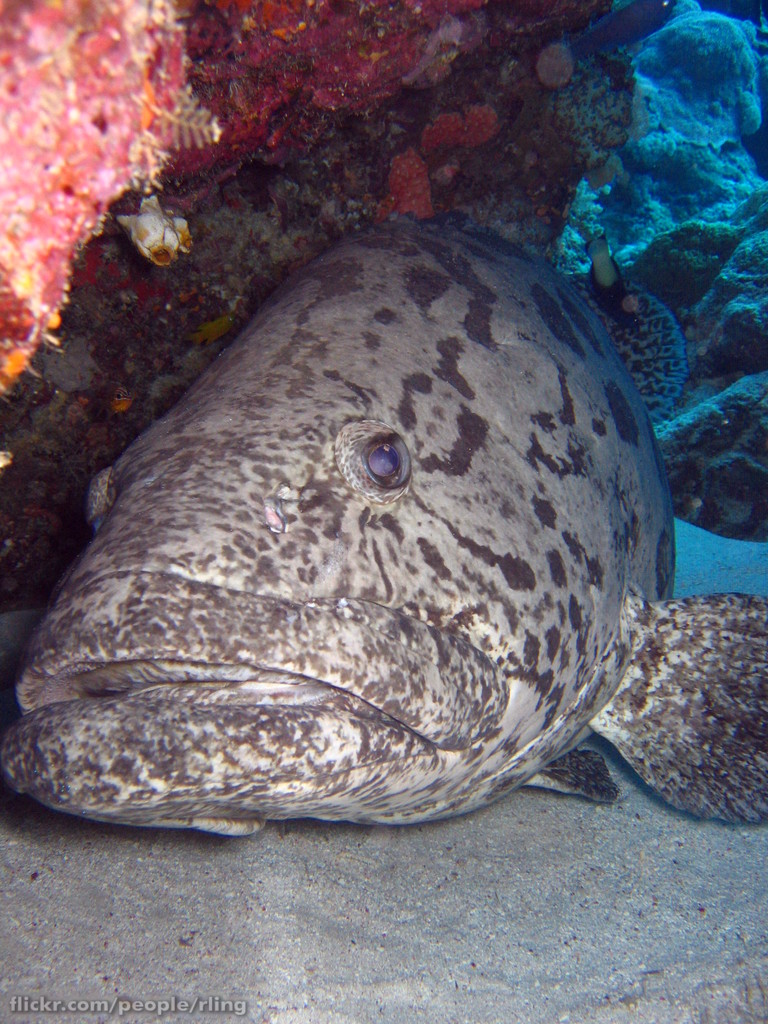
Gefleckter Riesenzackenbarsch

Die Korallen-Atolle von Rowley Shoals sind berühmt für ihre unberührte Korallenwelt, riesigen Muscheln und zahlreichen Schalentiere, für den Aufenthalt des bis zu zwei Meter großen und 200 kg schweren Gefleckten Riesenzackenbarsche und Maori-Zackenbarsche sowie für ihre großen Stachelmakrelen-, Makrelen- und Thunfischschwärme.
Im Marine Park gibt es 233 Korallen-, darunter 28 Arten der Steinkorallen, und 688 Fischarten. Diese Zusammenstellung von Meeresbewohner gilt als einmalig in Australien und charakterisiert eher südostasiatische als westaustralische Korallenriffe.
Durch den Tidenhub werden die Riffwände der Atolle überspült und bei Höchststand werden das Clerke und Imperieuse Reef überspült und sind lediglich als Sandinseln sichtbar.
Die Bedwell-Insel im Clerke Reef beherbergt zwei Arten der seltenen Rotschwanz-Tropikvögel. Die kleinen sandigen Inseln werden von den tropischen Vögeln zum Brüten genutzt, dies sind die Wedge-tailed Shearwater, Weißbauch-Seeadler, Steinwälzer, verschiedene Seeschwalben, Sandiger Regenpfeifer, Riffreiher und sogar Paare des Weißschwanz-Tropikvogels wurden gesichtet.
Auf der Bedwell-Insel rasten auch Zugvögel des südostasiatischen Raumes auf ihrem Flug nach Norden bis Sibirien.